# Батин, Дмитрий Анатольевич
Дми́трий Анато́льевич Ба́тин (26 сентября 1974, Пермь) — российский композитор, дирижёр, хормейстер, член Союза театральных деятелей Российской Федерации, член Союза композиторов России, Лауреат премии Пермского края в сфере искусства и культуры, Лауреат премии в сфере культуры города Перми, дважды Лауреат премии администрации города Перми в сфере культуры и искусства им. А. Немтина, доцент Пермского государственного института культуры, директор и художественный руководитель Пермской хоровой капеллы мальчиков.

## Биография
Дмитрий Батин родился и вырос в Перми. После окончания Пермского музыкального училища (1993 г.) и Нижегородской государственной академии (консерватории) им. М. И. Глинки  (1998 г.) по специальности хоровое дирижирование возвращается в Пермь, где с 1998 г. начинает свою деятельность в качестве преподавателя Пермского института культуры (с 2009 г. доцент ПГИК).
С 2004 работает в должности хормейстера, а с 2010 – 2014 г.г. главным хормейстером Пермского академического театра оперы и балета им. П. И. Чайковского. С хором театра принимал участие в гастрольных поездках в США (Бруклинская академия музыки и Карнеги холл), в Ирландию (Grand Canal Theatre). В июле 2010 года принимал участие в постановке оперы «Фиделио» Л. Бетховена на площадке единственного в своём роде Мемориального Музея истории политических репрессий «Пермь 36», бывшего лагеря для политзаключённых.
С 2014 г. переходит работать в Пермскую хоровую капеллу мальчиков. С 2016 г. становится художественным руководителем, а с 2022 г. назначен директором капеллы.
Дмитрий Батин известен, прежде всего, как автор произведений для хора, среди которых: «Cruxifixus» для женского хора, сопрано и фортепиано, «Два хора на слова А. Володеева» для смешанного хора, концерта для смешанного хора на слова японских поэтов «Песни Гагаку», цикла для смешанного хора «Молитвы» на слова Ф. Глинки. Дмитрий Батин является автором гимна Мотовилихинским заводам (Пермь).
Для мужского хора Пермской капеллы пишет цикл «Песенки о Перми» на слова Алексея Архипова. За этот цикл Дмитрий Батин удостоен звания Лауреата премии администрации г. Перми в сфере культуры и искусства имени А. Немтина.
Оперы для детей Дмитрия Батина («Призраки Рождества», «Малахитовая шкатулка», «Приключения барона Мюнхгаузена», «Мороз Иванович») популярны и идут в академических театрах России. За оперу «Малахитовая шкатулка» вновь становится Лауреатом премии администрации г. Перми в сфере культуры и искусства имени А. Немтина.
В 2021 году в издательстве «Композитор Санкт-Петербург» выходит авторский сборник «Сотворение музыки», включающий практически все произведения, написанные композитором для смешанного хора без сопровождения. В 2023 году Нижегородская государственная консерватория им. М. И. Глинки выпускает сборник с новым сочинением Дмитрия Батина – поэмой для смешанного хора без сопровождения на слова А. Решетова «За весною зима».
С 2023 года входит в Совет по культуре при губернаторе Пермского края Д. Н. Махонине.

## Награды
- Диплом Лауреата премии г. Перми "За лучшую работу в сфере культуры" (2013)

- Почетная грамота Департамента культуры и молодежной политики г. Перми (2017)
- Диплом Лауреата премии г. Перми в сфере культуры и искусства им. А. Немтина (2017)
- Благодарственное письмо губернатора Пермского края (2018)
- Почетная грамота Министерства культуры Пермского края (2019)

- Диплом Лауреата премии Пермского края в сфере культуры и искусства в номинации "Музыка" (2020)

- Диплом Лауреата Межрегионального фестиваля-конкурса "Новые имена - новые идеи" г. Екатеринбург (2021)
- Диплом Лауреата премии г. Перми в сфере культуры и искусства им. А. Немтина (2022)
- Благодарность Администрации г. Перми (2023)

- "Лучший дирижер конкурса"  Открытый Всероссийский фестиваль-конкурс "Мужское певческое братство" г. Ижевск (2024)
- Почетная грамота Всероссийского хорового общества (2024)
- Благодарность Министра культуры Российской Федерации (2024)

## Список произведений
Произведения для симфонического оркестра
- «Ёлочка на трёх китах» фантазия на тему «В лесу родилась ёлочка» (2016)
- «Битва» из музыки к спектаклю «Лев, колдунья и платяной шкаф» Пермского ТЮЗа (2018)

### Произведения для камерного оркестра
- «Романс и вариации к спектаклю „Дядюшкин сон“» для сопрано, фортепиано, клавесина и камерного оркестра (2005)
- «Вариации „Чижик-Пыжик“» для струнного оркестра и дирижёра-чтеца (2006)
- «Не трогайте Баха!..» концерт для флейты, клавесина и струнного оркестра (2008)
- П. И. Чайковский «Детский альбом» редакция для струнного оркестра и ударных инструментов (2014)
- «Наброски к опере «Малахитовая шкатулка» для камерного оркестра (2014)
- Георгий Свиридов «Отчалившая Русь» редакция для баритона, смешанного хора, органа, арфы, ударных и струнного оркестра (2015)
- "Поздравительные прелюдия и фуга" (на темы "Пусть бегут неуклюже..." и "Каравай") для струнного оркестра (2021)

### Произведения для фортепиано
- «5 фрагментов из оперы „Малахитовая шкатулка“ в переложении для фортепиано» для учащихся ДМШ (2016)
- П. И. Чайковский «Вальс из оперы „Евгений Онегин“» переложение для фортепиано в восемь рук (2018)

### Произведения для театра
- Музыка к спектаклю «Один день из жизни Мордасово» («Дядюшкин сон») Пермский театр «У Моста» режиссёр В. Ильев (2003)
- «Пеппи идёт в цирк» мюзикл для детского театра, ДШИ № 13 (2005)
- «Страсти по Ивану Семёнову» опера по мотивам повести Льва Давыдычева «Многотрудная, полная невзгод и опасностей жизнь Ивана Семёнова, второклассника и второгодника», пермский театр «Орфей» (2007)
- «Дорога уходит вдаль» спектакль для детского хорового театра, ДШИ № 7 (2008)
- «Память» спектакль для хорового театра по мотивам военных писем, ДШИ № 7 (2009)
- «Призраки Рождества» рождественская песнь-опера по мотивам рассказа Ч. Диккенса «Рождественская песнь в прозе», Пермский академический театр оперы и балета им. П. И. Чайковского (2010), Северо-Осетинский государственный театр оперы и балета (2011)
- «Малахитовая шкатулка» опера-сказ по мотивам сказов Павла Бажова, Пермский академический театр оперы и балета им. П. И. Чайковского (2012), Магнитогорский театр оперы и балета (2014)
- «Лев, колдунья и платяной шкаф» музыка к спектаклю, ТЮЗ г. Пермь, реж. Майкл Хант (2017)
- «Сад осьминога», автор переложений для оркестра романсов и песен П. Чайковского, М. Мусоргского, Г. Малера, Г. Форе и др., Пермский академический театр оперы и балета им. П. И. Чайковского, реж. Мария Литвинова, Вячеслав Игнатов (2017)
- «Урок сольфеджио» спектакль для детского хорового театра, ДШИ № 7 (2018)
- «Приключения барона Мюнхгаузена» мюзикл, Астраханский театр оперы и балета, реж. Екатерина Саблина (2019)
- "Мороз Иванович" музыкальная сказка по мотивам произведения В. Одоевского, Астраханский театр оперы и балета, режиссер Алексей Смирнов (2023)

### Музыка для кино
- «Золотая маска» режиссёр Л. Клинчин (2009)

### Вокальная музыка
- «Четыре любовных полутона Жана Кокто» вокальный цикл для баритона и фортепиано на стихи Ж. Кокто (2002)
- «Пять оттенков розы» вокальный цикл для сопрано и фортепиано на стихи А. Володеева (2003)
- «Подними на минуту глаза…» на слова Натальи Разбитновой (2014), посвящён памяти Ольги Эннс
- «Осенние стихи» вокальный цикл для сопрано и камерного оркестра на стихи Натальи Разбитновой (2014)

### Произведения для хора

#### Для детского хора
- «Баллада о королевском бутерброде» стихи Алана Милна (перевод С. Маршака) для хора мальчиков (2002)
- «Как при вечере то было…» слова народные (2004)
- «Ладушки» вокальный цикл для детского хора и фортепиано по мотивам уральских потешек и прибауток (2009).

#### Для женского хора
- «Crucifixus» для меццо-сопрано, женского хора и фортепиано (2002)
- «Месса» для дисканта, сопрано и женского хора (2003)
- «Ленора» баллада на слова Г. А. Бюргера (перевод В. Левика) для женского хора и фортепиано
- «Романс-попурри» фантазия на романсы русских композиторов для женского хора, скрипки, виолончели и фортепиано (2005)
- «Зимние стихи» вокальный цикл для женского хора на слова Н. Разбитновой (2009)

#### Для мужского хора
- «Gloria brevis in D» для мужского хора а сар. (2002)
- «Снежно-могучая краса» на слова В. Хлебникова для мужского хора (2004)
- «Песенки о Перми» цикл на слова Алексея Архипова для мужского хора (2016)

#### Для смешанного хора
- «Ave Maria» (2003)
- Два хора на слова Александра Володеева: «Сотворение музыки», «Розы лунного света» (2004)
- «Песни Гагаку» концерт на слова японских поэтов для сопрано, чтеца, флейты, арфы и см. хора (2005)
- «Фиолетовая астра» на слова Александра Володеева (2005)
- «Монах» на слова Александра Володеева (2005)
- «Смерть будущего» кантата на слова Велимира Хлебникова для меццо-сопрано и см. хора (2007)
- «Я так устал…» на слова Алексея Архипова (2008)
- «Две русские свадебные песни» слова народные «Расплетение косы», «Величальная» (2008)
- «Степаново счастье» поэма на слова Марины Цветаевой для сопрано, баса, смешанного хора, флейты и ударных (2009)
- «Молитвы»  цикл на слова Федора Глинки для смешанного хора в пяти частях (2020)
- «За весною зима»  поэма на слова Алексея Решетова для смешанного хора (2022)

#### Для хора и симфонического оркестра
- «Звездочёты» кантата на слова Льва Кузьмина для хора мальчиков и симфонического оркестра (2014), первое исполнение на концерте, посвящённому юбилею Пермской хоровой капеллы мальчиков 9 февраля 2014 г., дирижёр — заслуженный артист России Валерий Платонов.
- Гимн Мотовилихинскому заводу на слова Алексея Архипова для солистов хора и симфонического оркестра (2016)